# Webtop
Le terme webtop provient d'une contraction des termes web et desktop et désigne un bureau informatisé en ligne accessible via un navigateur web. D'après Tim O'Reilly, Netscape serait à l'origine de ce concept enterré avec la mort de la société. Celui-ci renaît avec la vague dite "web 2.0" : de nombreuses applications sont portées sur le web dans le but de supplanter leurs équivalents classiques.
L'enrichissement des interfaces (via les technologies AJAX, par exemple) permet en effet alors d'envisager de migrer ou reconcevoir des applications de bureautique sans changer les habitudes des utilisateurs : les actions de glisser-déplacer, le clic droit, les systèmes de complétion automatique sont mis en œuvre dans les webmails (Gmail en particulier fut le précurseur du domaine), les sites d'information puis dans de nouveaux services en ligne.
Parmi ces nouveaux services, on retrouve les composants de la bureautique habituelle transposés sur le web : traitement de texte, tableur, éditeur de schémas ou de présentation, messagerie instantanée, etc.